# Ekspindling
Ekspindling (Cortinarius balteatocumatilis) är en svampart som beskrevs av Rob. Henry ex P.D. Orton 1960. Ekspindling ingår i släktet Cortinarius och familjen spindlingar.  Arten är reproducerande i Sverige. Inga underarter finns listade i Catalogue of Life.
I den svenska databasen Dyntaxa används istället namnet Cortinarius balteatus för samma taxon.  Arten är reproducerande i Sverige.